# Gamow (cráter)
Gamow es un gran cráter de impacto situado en la cara oculta de la Luna. Se encuentra en el  hemisferio norte, al sureste de la llanura amurallado del cráter Schwarzschild.
Se trata de un cráter desgastado y erosionado, con un brocal que ha sido afectado y recubierto por múltiples impactos. Gamow V se une al exterior occidental, y el cráter doble que forman Gamow A y Gamow B recubre el lado noreste. El borde oriental es la sección más dañada, mientras que el lado oeste está libre de impactos. La pared interior occidental muestra una fina textura con un ranurado radial, pero por lo demás casi sin rasgos distintivos. Cerca del punto medio se localiza un palimpsesto, un cráter fantasma que consta tan sólo del borde ligeramente saliente sobre la superficie de otro modo relativamente llana.

## Cráteres satélite
Por convención estas características son identificadas en mapas lunares poniendo la letra en el lado del punto medio del cráter que está más cerca de Gamow.
|       | \| Gamow \| Coordenadas \| Diámetro \| \| ----- \| ------------------------------ \| -------- \| \| A \| 67°18′N 148°48′E / 67.3, 148.8 \| 31 km \| \| B \| 66°24′N 149°30′E / 66.4, 149.5 \| 26 km \| \| U \| 66°42′N 137°00′E / 66.7, 137.0 \| 39 km \| \| V \| 66°18′N 139°42′E / 66.3, 139.7 \| 49 km \| \| Y \| 67°48′N 143°54′E / 67.8, 143.9 \| 27 km \| |          |
| Gamow | Coordenadas | Diámetro |
| A     | 67°18′N 148°48′E / 67.3, 148.8 | 31 km    |
| B     | 66°24′N 149°30′E / 66.4, 149.5 | 26 km    |
| U     | 66°42′N 137°00′E / 66.7, 137.0 | 39 km    |
| V     | 66°18′N 139°42′E / 66.3, 139.7 | 49 km    |
| Y     | 67°48′N 143°54′E / 67.8, 143.9 | 27 km    |